# たつの市立神岡小学校

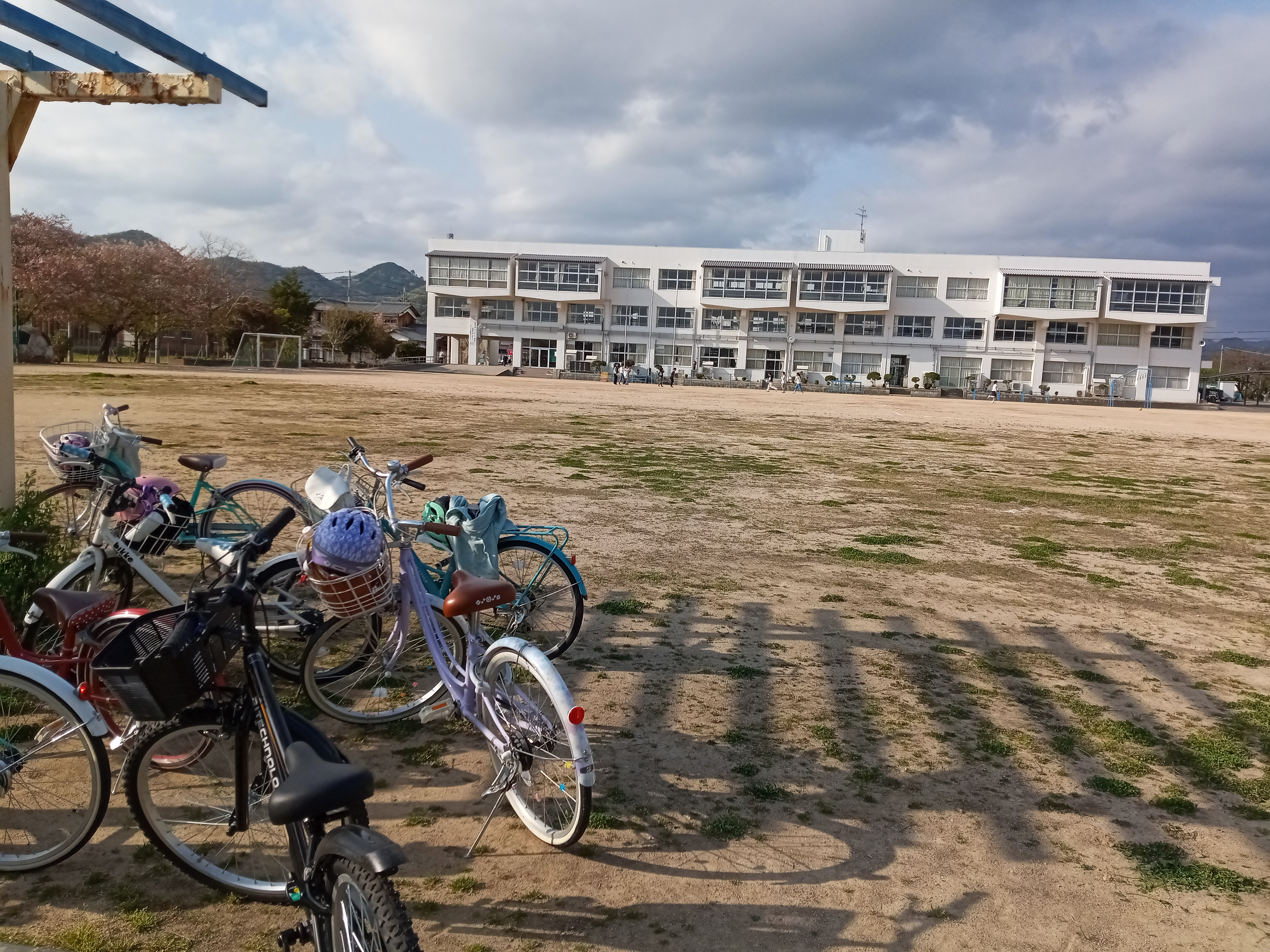
神岡小学校を正門から眺める

たつの市立神岡小学校（たつのしりつ かみおかしょうがっこう）は、兵庫県たつの市神岡町上横内に所在する公立小学校。

## 沿革
公式サイト「沿革概要」による。
- 1875年（明治8年）5月7日 - 弘文小学校設立。たつの市の主張ではこの日を本校創立日としている。
- 1892年（明治25年） - 神岡村立神岡尋常小学校に改称。
- 1899年（明治32年） - 高等小学校が併設。神岡村立神岡尋常高等小学校となる。
- 1941年（昭和16年）4月 - 国民学校令により神岡村立神岡国民学校に改称。
- 1947年（昭和22年） - 学制改革に伴い、神岡村立神岡小学校に改称。
- 1951年（昭和26年） - 神岡村が龍野町等と合併し龍野市が発足したのに伴い、龍野市立神岡小学校に改称。
- 2005年（平成17年） - 龍野市等1市3町が合併したつの市が発足したのに伴い、たつの市立神岡小学校に改称。

## 年間行事
- 自然学校
- 運動会
- 音楽会
- 校外学習・修学旅行
- マラソン大会
- 竹馬大会

## 交通
- JR姫新線東觜崎駅より東へ約2km、徒歩約25分
- 山陽自動車道山陽姫路西IC・龍野ICより北へ約6km

## 校区
たつの市のうち、神岡町（旧神岡村）の全域
進学先中学校の変遷
- 1947年度~1950年度 - 神岡村立神岡中学校
- 1951年度~1966年度 - 龍野市立神岡中学校（校名変更）
- 1967年度~2004年度 - 龍野市立龍野東中学校（学校統合）
- 2005年度~現行 - たつの市立龍野東中学校（校名変更）

## 学区が隣接している学校
- たつの市立小宅小学校
- たつの市立越部小学校
- 姫路市立林田小学校
- 姫路市立伊勢小学校
- 姫路市立太市小学校